# Северный Китай
 Северный Китай  (кит. 华北, пиньинь Huáběi) — географическая область Китая.
Не следует путать её с историко-культурной областью  Северный Китай, представляющей из себя северную половину внутреннего Китая (Север и Юг Китая), «сердцем» которой является Великая Китайская равнина.
Определяется правительством КНР для включения муниципалитетов в Пекине и Тяньцзине, в провинции Хэбэй и Шаньси, а также автономного региона Внутренняя Монголия.[проверить перевод]

## Административно-территориальное деление

### Провинции
| Имя    | Китайский (S) | Пиньинь | Сокращение | Столица    | Китайский | Пиньинь      | Список административных подразделений |
| ------ | ------------- | ------- | ---------- | ---------- | --------- | ------------ | ------------------------------------- |
| Хэбэй  | 河北          | Héběi   | 冀 jì      | Шицзячжуан | 石家庄    | Shíjiāzhuāng | Список административных подразделений |
| Шаньси | 山西          | Shānxī  | 晋 jìn     | Тайюань    | 太原      | Tàiyuán      | Список административных подразделений |

### Муниципалитеты
| Имя       | Китайский (S) | Пиньинь | Сокращение | Список административных единиц |
| --------- | ------------- | ------- | ---------- | ------------------------------ |
| Пекин     | 北京          | Běijīng | 京 jīng    | Список административных единиц |
| Тяньцзинь | 天津          | Tiānjīn | 津 jīn     | Список административных единиц |

### Автономные области
| Имя                 | Китайский (S) | Пиньинь   | Местное название | Сокращение | Столица  | Китайский | Пиньинь   | Местное название | Список уездных подразделений |
| ------------------- | ------------- | --------- | ---------------- | ---------- | -------- | --------- | --------- | ---------------- | ---------------------------- |
| Внутренняя Монголия | 内蒙古        | Nèiměnggǔ |                  | 蒙 měng    | Хух-Хото | 呼和浩特  | Hūhéhàotè |                  | Список уездных подразделений |